# مايك غرين (لاعب كرة قدم بريطاني)
مايك غرين (بالإنجليزية: Mike Green)‏ (23 يوليو 1988 ببرستل في المملكة المتحدة - ) هو لاعب كرة قدم بريطاني في مركز حراسة المرمى. لعب مع نادي بريستول روفيرز وEastleigh F.C. ‏ وMangotsfield United F.C. ‏ ونادي غلوستر سيتي وCirencester Town F.C. ‏ وClevedon Town F.C. ‏.

## وصلات خارجية
- مايك غرين على موقع قاعدة بيانات كرة القدم.إي يو (الإنجليزية)
- مايك غرين على موقع Soccerbase.com (لاعب) (الإنجليزية)